# Golf-Hôtel du Touquet-Paris-Plage
Le Golf-Hôtel est un des premiers grands hôtels de luxe construit à Paris-Plage au début du XXe siècle.

## Construction
Cet hôtel, classé « hors classe », du Touquet-Paris-Plage, fait partie des 7 grands hôtels de cette catégorie en activité avant la Seconde Guerre mondiale, les autres sont, le Grand-Hôtel, l'Hermitage-Hôtel, l'Hôtel des Anglais, le Royal Picardy, l'Atlantic Hôtel et l'Hôtel Westminster, seul ce dernier hôtel est toujours en activité.
Le Golf-Hôtel, construit par l'entreprise Delcourt Frères, est inauguré le 5 novembre 1908, il est situé avenue du Golf.

## Histoire
À son ouverture, il possède 54 chambres.
En 1909, l'hôtel est relié par le tramway qui allait du Royal Picardy ↔ Golf. Cette ligne était dite « tramway du Golf ».
En 1911, construction de la villa le Manoir par M. Allen Stoneham, avenue du Golf, qui deviendra, en 1950, le « Manoir-Hôtel » d'aujourd'hui. Le directeur en 1911 est M. Weisshaar Joseph.
En 1914, il est agrandi de 40 nouvelles chambres.
Au début de la Première Guerre mondiale, les grands hôtels sont réquisitionnés puis transformés en hôpitaux militaires complémentaires, pour recevoir les blessés. L'« hôtel du Golf » devient l'hôpital complémentaire no 40 puis, à partir du 27 novembre 1914 et jusqu'en septembre 1915 l'hôpital de campagne « no 2 Canadian stationery hospital » avec une capacité rapidement augmentée de 300 à 520 lits pour initialement 35 soignants dont le nombre est porté à 42 en mars 1915. L'unité est transférée à Outreau en septembre 1915 où elle reprend le « No.2 British stationary hospital ».

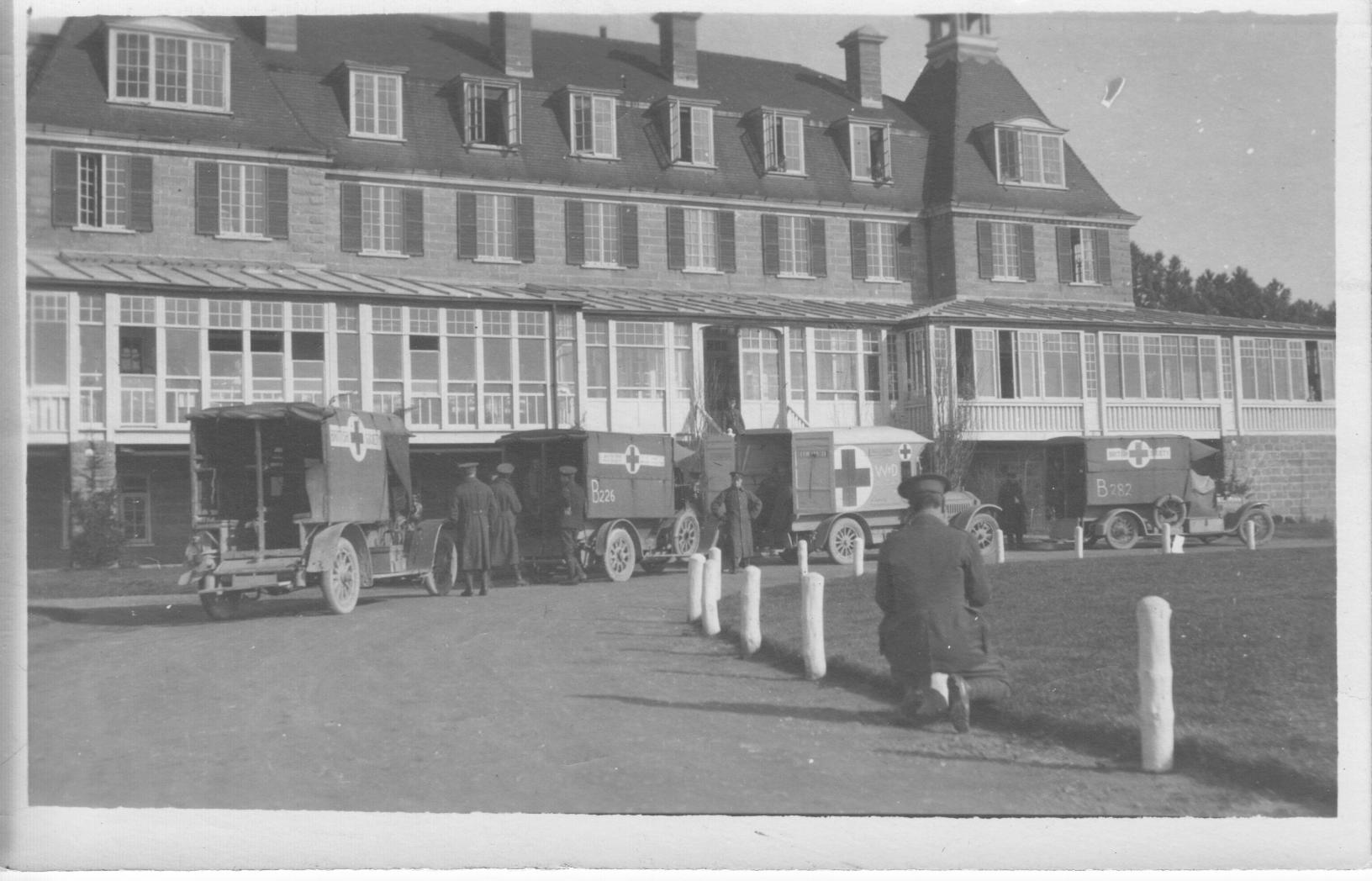
Ambulances devant l'hôpital de campagne du Canada établi à l'hôtel du Golf (1915).
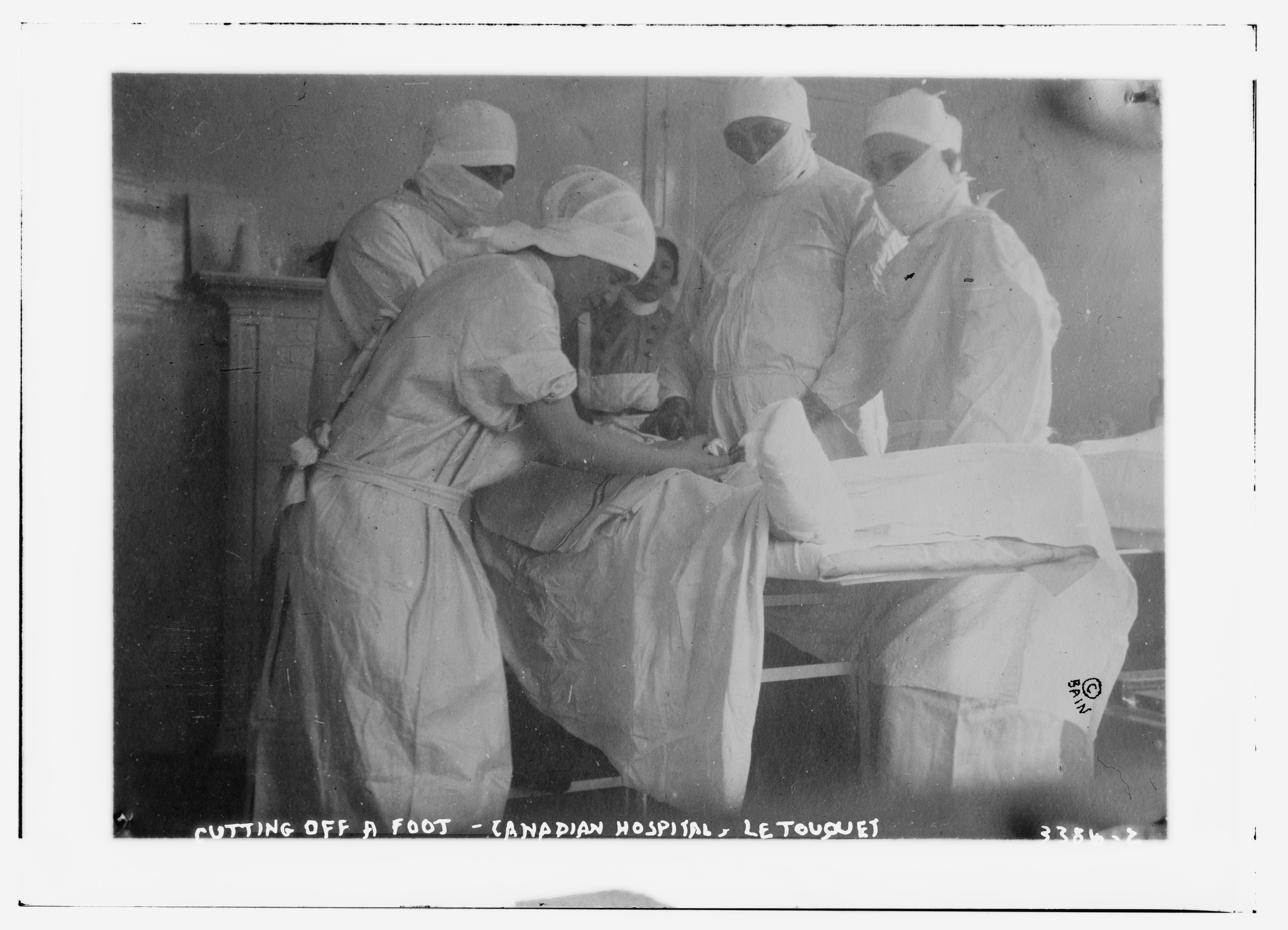
Salle d'opération au « No 2 Canadian stationary hospital » (1914).

Dans l'entre-deux-guerres, l'établissement s'agrandit à nouveau, en 1925, de 80 chambres.
Le prince de Galles (1894-1972) séjourne à l’hôtel du Golf en 1929 et en 1930[réf. nécessaire].
Pendant la seconde Guerre mondiale, le 7 octobre 1941, Marcel Piézel, villa Roselys, no 62 rue Raymond Lens au Touquet-Paris-Plage, est nommé administrateur provisoire de la société de golf du Touquet, Golf-Hôtel, le Touquet, par le secrétaire d'État à la production industrielle.

## Destruction
Le Golf-Hôtel est détruit par les bombardements alliés, le 4 juin 1944, durant la Seconde Guerre mondiale.
À son emplacement, est construit un ensemble de motels réalisé par l'architecte Maurice Gridaine, inauguré, en 1956, par Bernard Chochoy ministre de la reconstruction.

## Pour approfondir

#### Ouvrage
- Guide Annuaire du Touquet-Paris-Plage 1929-1930, Imprimerie Henry Le Touquet-Paris-Plage, éditeur Librairie Bonaventure, 58, rue de Paris, Le Touquet-Paris-Plage

1. ↑  p. 113.

#### Autres sources
1. ↑  Librairie F.Bonaventure, 58, rue de Paris, Le Touquet-Paris-Plage, Guide annuaire du Touquet-Paris-Plage 1939-1940, Imprimerie Henry, Le Touquet-Paris-Plage, p. 104.
2. ↑  « recensement de Cucq 1911 », sur archivesenligne.pasdecalais.fr (consulté le 22 juillet 2019), p. 41/44.
3. ↑  No.2, Canadian stationary hospital : First Canadian unit landed in France sur le site royalmontrealregiment.com.
4. ↑  Société académique du Touquet-Paris-Plage, chronologie du Touquet-Paris-Plage dactylographiée par Fernand Holuigue, secrétaire perpétuel.
5. ↑  « Journal officiel de la République française », quotidien, no 280,‎ 11 octobre 1941 (lire en ligne, consulté le 22 octobre 2019).
6. ↑  Patrick Flahaut, Les années sombres du Touquet-Paris-Plage, Le Touquet, Éditions Arthémuse, 2010, 120 p. (ISBN 2-91256-333-X), p. 87.
7. ↑  Société académique du Touquet-Paris-Plage, 1912-2012 Un siècle d'histoires, Le Touquet-Paris-Plage, Éditions Henry, 2011, 226 p. (ISBN 978-2-917698-93-8), p. 102